# Okarito
La rivière Ōkārito  (en anglais : Ōkārito River) est un cours d’eau de la région de la  West Coast de l’Île du Sud de la Nouvelle-Zélande.

## Géographie
Elle s’écoule vers le nord-ouest à partir de l’extrémité nord du lac Mapourika, atteignant la lagune Okarito à 15 kilomètres à l’ouest de la ville de Whataroa.
(en) Land Information New Zealand, « détail emplacement: Okarito », sur New Zealand Gazetteer